# Toninia wetmorei
Toninia wetmorei är en lavart som beskrevs av Timdal. Toninia wetmorei ingår i släktet Toninia och familjen Ramalinaceae.   Inga underarter finns listade i Catalogue of Life.